# Øster Hæsinge Kirke
Øster Hæsinge Kirke ligger i landsbyen Øster Hæsinge ca. 10 km NNØ for Faaborg (Region Syddanmark).

## Eksterne kilder og henvisninger
- Wikimedia Commons har flere filer relateret til Øster Hæsinge Kirke
- Øster Hæsinge Kirke Arkiveret 31. januar 2011 hos  Wayback Machine på nordenskirker.dk
- Øster Hæsinge Kirke på KortTilKirken.dk